# Kelly Evernden
Kellyy Graeme Evernden (ur. 21 września 1961 w Gisborne) – nowozelandzki tenisista, reprezentant kraju w Pucharze Davisa, olimpijczyk z Seulu (1988).

## Kariera tenisowa
Jako zawodowy tenisista Evernden występował w latach 1985–1994.
W grze pojedynczej zwyciężył w 3 turniejach rangi ATP World Tour oraz awansował do 4 finałów. W rozgrywkach wielkoszlemowych w singlu najdalej doszedł do ćwierćfinału w 1987 roku podczas Australian Open, gdzie został pokonany przez Wally'ego Masura.
W grze podwójnej Evernden triumfował w 5 imprezach ATP World Tour, a także uczestniczył w 3 finałach.
W 1988 roku wystartował w igrzyskach olimpijskich w Seulu. Z gry pojedynczej odpadł w drugiej rundzie wyeliminowany przez Amosa Mansdorfa. W deblu dotarł do ćwierćfinału, w parze z Bruce’em Derlinem. Nowozelandzki duet przegrał ze Stefanem Edbergiem i Andersem Järrydem, późniejszymi brązowymi medalistami.
W latach 1985–1994 Evernden reprezentował Nową Zelandię w Pucharze Davisa. Rozegrał w zawodach łącznie 54 pojedynki, z których połowę wygrał.
W rankingu gry pojedynczej Evernden najwyżej był na 31. miejscu (6 listopada 1989), a w klasyfikacji gry podwójnej na 19. pozycji (18 lipca 1988).

### Finały w turniejach ATP World Tour
| Legenda                                      |
| -------------------------------------------- |
| Wielki Szlem                                 |
| Igrzyska olimpijskie                         |
| Tennis Masters Cup / ATP Finals              |
| ATP Masters Series / ATP Tour Masters 1000   |
| ATP International Series Gold / ATP Tour 500 |
| ATP International Series / ATP Tour 250      |

#### Gra pojedyncza (3–4)
| Końcowy wynik | Nr | Data                 | Turniej     | Nawierzchnia    | Przeciwnik      | Wynik finału            |
| ------------- | -- | -------------------- | ----------- | --------------- | --------------- | ----------------------- |
| Finalista     | 1. | 13 października 1985 | Brisbane    | Dywanowa (hala) | Paul Annacone   | 3:6, 3:6                |
| Finalista     | 2. | 15 grudnia 1985      | Sydney      | Trawiasta       | Henri Leconte   | 7:6, 2:6, 3:6           |
| Zwycięzca     | 1. | 21 czerwca 1987      | Bristol     | Trawiasta       | Tim Wilkison    | 6:4, 7:6                |
| Zwycięzca     | 2. | 11 października 1987 | Brisbane    | Twarda (hala)   | Eric Jelen      | 3:6, 6:1, 6:1           |
| Zwycięzca     | 3. | 8 stycznia 1989      | Wellington  | Twarda          | Shūzō Matsuoka  | 7:5, 6:1, 6:4           |
| Finalista     | 3. | 22 października 1989 | Wiedeń      | Dywanowa (hala) | Paul Annacone   | 7:6, 4:6, 1:6, 6:2, 3:6 |
| Finalista     | 4. | 26 sierpnia 1990     | Schenectady | Twarda          | Ramesh Krishnan | 1:6, 1:6                |

#### Gra podwójna (5–3)
| Końcowy wynik | Nr | Data                 | Turniej    | Nawierzchnia    | Partner             | Przeciwnicy                   | Wynik finału  |
| ------------- | -- | -------------------- | ---------- | --------------- | ------------------- | ----------------------------- | ------------- |
| Zwycięzca     | 1. | 6 kwietnia 1986      | Kolonia    | Twarda (hala)   | Chip Hooper         | Jan Gunnarsson Peter Lundgren | 6:4, 6:7, 6:3 |
| Zwycięzca     | 2. | 11 października 1987 | Brisbane   | Twarda (hala)   | Matt Anger          | Broderick Dyke Wally Masur    | 7:6, 6:2      |
| Zwycięzca     | 3. | 28 lutego 1988       | Filadelfia | Dywanowa (hala) | Johan Kriek         | Kevin Curren Danie Visser     | 7:6, 6:3      |
| Finalista     | 1. | 13 sierpnia 1989     | Livingston | Twarda          | Sammy Giammalva Jr. | Tim Pawsat Tim Wilkison       | 5:7, 3:6      |
| Zwycięzca     | 4. | 20 sierpnia 1989     | Montreal   | Twarda          | Todd Witsken        | Charles Beckman Shelby Cannon | 6:3, 6:3      |
| Finalista     | 2. | 22 października 1989 | Wiedeń     | Dywanowa (hala) | Paul Annacone       | Jan Gunnarsson Anders Järryd  | 2:6, 3:6      |
| Zwycięzca     | 5. | 7 stycznia 1990      | Wellington | Twarda          | Nicolás Pereira     | Sergio Casal Emilio Sánchez   | 6:4, 7:6      |
| Finalista     | 3. | 26 kwietnia 1992     | Seul       | Twarda          | Brad Pearce         | Gary Muller Kevin Curren      | 6:7, 4:6      |